# Tabriški bazar
Tabriški bazar (perzijski: بازار تبریز, Bāzāri Tabriz) je golema tržnica u gradu Tabrizu na sjeverozapadu Irana, najveći natkriveni bazar na svijetu i jedan od najstarijih na Bliskom istoku zbog čega je 2010. godine upisan na UNESCO-ov popis mjesta svjetske baštine u Aziji i Oceaniji.
Tabriz je oduvijek bio važnim sjecištem putova gdje se obavljala kulturna razmjena, te je tabriški bazar već u starom vijeku postao važnom stanicom na Putu svile. Najunosnije vrijeme za trgovce u Tabrizu bilo je 16. stoljeće kada je Tabriz bio prijestolnicom safavidskog Irana. Iako je grad u sredinom 16. stoljeća izgubio status glavnog grada, Tabriški bazar je ostao važnim trgovačkim i gospodarskim središtem, ne samo grada neko i cijelog sjeverozapadnog Irana sve do danas.
Tabriški bazar se sastoji od više spojenih bazara koji su trgovali specijaliziranom robom, poput Amir bazara (zlato i nakit), Muzafarije (bazar sagova), bazar obuće, i dr. Bazar se koristio i za vjerske ceremonije od kojih je najpoznatija svečanost "Noć Ašure" tijekom koje trgovci prestaju trgovati na 10 dana. Poput drugih bazara u Bliskom istoku, iza njega je izgrađeno nekoliko džamija od kojih je najznamenitija Džamija Džameh.
Treba spomenuti da je Tabriški bazar imao i veoma važnu političku ulogu u iranskoj ustavotvornoj revoluciji 1905. – 1907. godine, ali i tijekom Iranske revolucije 1979. godine.
- Pogled u dubinu Tabriškog bazara
- Muzafarija
- Trgovina u Muzafariji
- Svod bazara Amir
- Džamija Džameh u dvorištu bazara

## Vanjske poveznice
- Virtualni muzej Povijesne građevine Tabriza (Islamsko sveučilište u Tabrizu, Fakultet arhitekture  Arhivirana inačica izvorne stranice od 8. ožujka 2009. (Wayback Machine)) (per.) (engl.)
- 360 stupnjava panoramska fotografija iz aleje Mozaffarie
- The Grand Bazaar of Tabriz, Jadid Online, 30. rujna 2008.,  (in English).
Hamid-Rezā Hosseini, The Largest Bazaar of Iran, Jadid Online, 4. rujna 2008.,  (in Persian).
Audio slideshow (s engleskim podnaslovima):  (5 min 54 sec).

|  | Zajednički poslužitelj ima još gradiva o temi Tabriški bazar |